# Кабак кемане
Кабак кемане (тур. kabak kemane; буквально — скрипка з гарбуза) — єдиний в народній турецькій музиці зразок струнного смичкового інструмента, обтягнутого шкірою. Кабак кемане є широко використовуваним інструментом у Туреччині, особливо в Егейському регіоні в Західній Анатолії. Він відомий під такими назвами: репаб (в південно-східній Анатолії), икли. В Азербайджані відомий під назвою кяманча. Це народний інструмент із корпусом із гарбуза чи дерева, шкіряною декою та двома-трьома струнами.
Кабак кемане є одним з найстаріших турецьких смичкових інструментів і широко використовується в Анатолії. Це безладовий інструмент, який створює меланхолійний звук. Корпус виготовлений з гарбуза чи дерева. Дека з розтягнутої шкіри.

## Конструкція
Корпус інструмента традиційно роблять з тикви-лагінарії (тур. su kabağı), діаметром близько 14 сантиметрів. Час збору гарбуза - з жовтня по листопад. Крім гарбуза, кабак кемане виготовляють і з тутового дерева.
Спочатку у нього були три струни, пізніше додана четверта струна для отримання ширшого діапазону звуку. Кабак кемане є сольним інструментом, проте його також можна використовувати як акомпанемент у турецьких ансамблях народної музики.

## Стрій
Інструмент налаштовується від високого до низького, залежно від контексту, як 1-D, 2-A, 3-D, 4-G (або F, C, F, A#), для триструнних екземплярів —  c2-g1-d1, або c2-g1-g1, або e2-b1-e1.
На кабак кемане грають смиком. Для отримання хорошого, якісного і гучного звуку на волоски смика наносять каніфоль. Гриф музикант не притуляє до свого корпусу, тому рука в основному грає в першій позиції. Музиканта, що грає на кабак кемане називають кебакчі.

## Ареал поширення
Ареал поширення кабак кемане включає південно-західні турецькі провінції Айдин, Денізлі та Мугла, а також південні райони Шанлиурфу біля кордону з Сирією. На ньому грали селяни та кочове населення на літніх пасовищах (яйла).